# Giampiero Marini
Giampiero Marini (Lodi, 1951. február 25. –) világbajnok olasz labdarúgó, középpályás, edző.

## Pályafutása

### Klubcsapatban
A AC Fanfulla csapatában kezdte a labdarúgást, ahol 1968-ban mutatkozott be az első csapatban. 1969 és 1971 között a Varese, 1971-ben a Reggina, 1971-72-ben a Triestina labdarúgója volt. 1972-ben három idényre visszatért a Varese együtteséhez. 1976 és 1986 között pályafutása jelentős részében az Internazionale labdarúgója volt, ahol egyszeres bajnok és kétszeres olasz kupa-győztes lett a csapattal. Az aktív labdarúgástól 1986-ban vonult vissza.

### A válogatottban
1980 és 1983 között 20 alkalommal szerepelt az olasz válogatottban. 1982-ben Spanyolországban világbajnok lett az olasz válogatottal.

### Edzőként
1993–94-ben az Internazionale szakmai munkáját irányította és a csapattal UEFA-kupát nyert. 1997 és 1999 között a Cremonese vezetőedzője volt.

## Sikerei, díjai

### Játékosként
Olaszország
- Világbajnokság
  - világbajnok: 1982, Spanyolország

 Internazionale
- Olasz bajnokság (Serie A)
  - bajnok: 1979–80
- Olasz kupa (Coppa Italia)
  - győztes: 1978, 1982

### Edzőként
Internazionale
- UEFA-kupa
  - bajnok: 1993–94